# Mussaenda zenkeri
Mussaenda zenkeri är en måreväxtart som beskrevs av Herbert Fuller Wernham. Mussaenda zenkeri ingår i släktet Mussaenda och familjen måreväxter. Inga underarter finns listade i Catalogue of Life.